# Ein Amerikaner in Paris (Komposition, 1928)

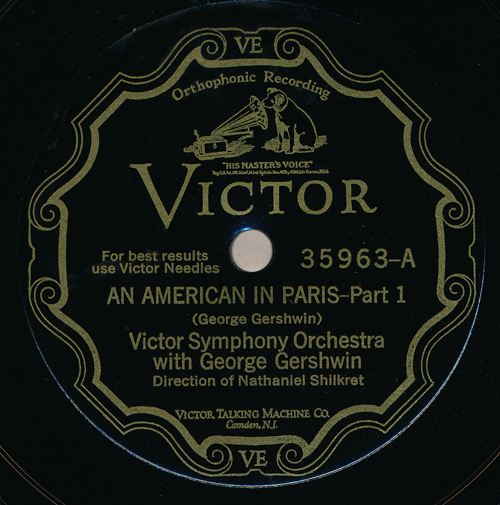
Schallplattenaufnahme des Stücks

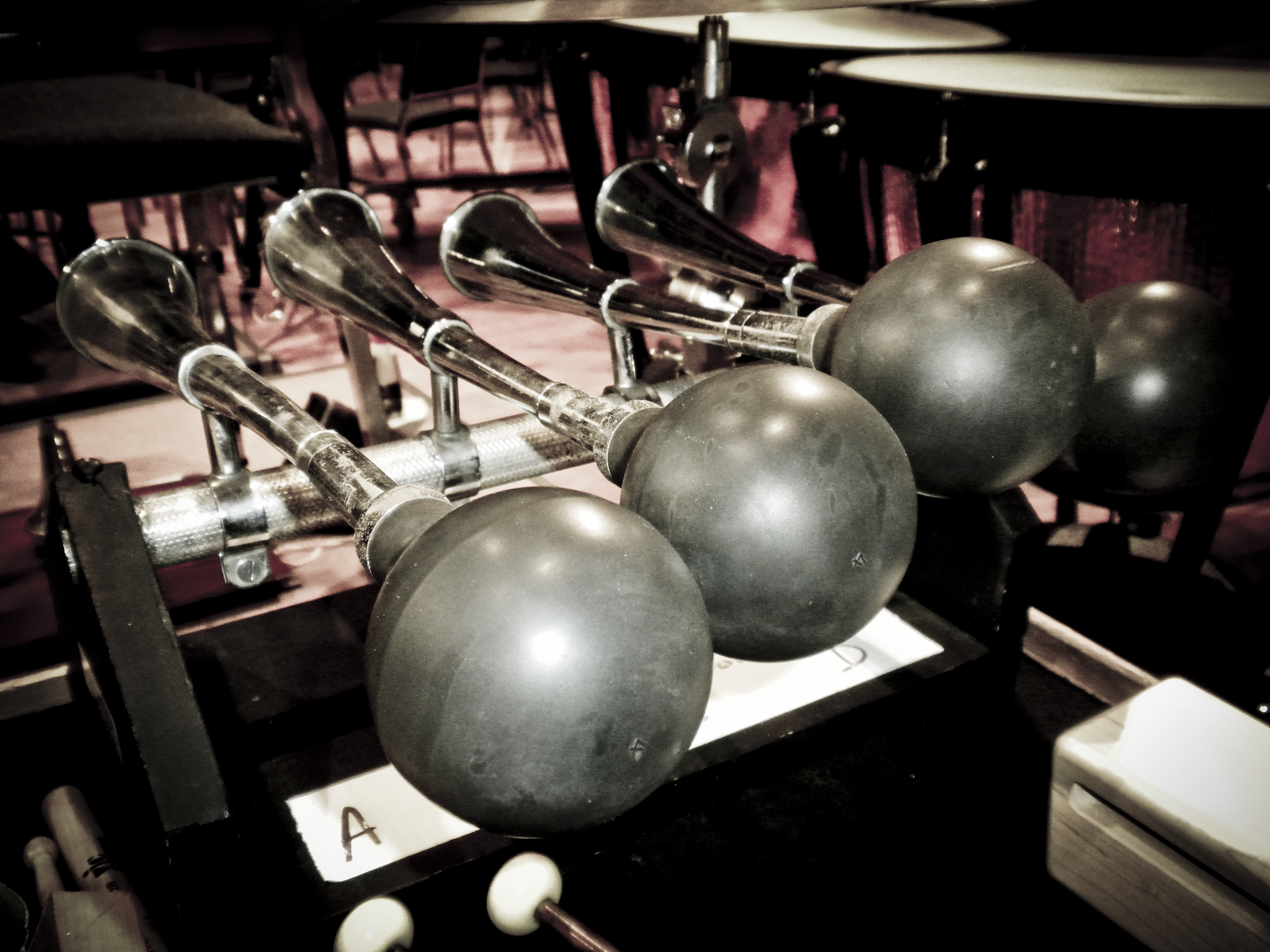
Hupen von Pariser Taxis, die für die Einspielung des Stücks genutzt wurden

Ein Amerikaner in Paris (An American in Paris) ist eine Komposition für Orchester von George Gershwin aus dem Jahr 1928. Es ist neben der Rhapsody in Blue eines der populärsten Werke des Komponisten.
Ähnlich wie die Rhapsody in Blue ist Ein Amerikaner in Paris eine Rhapsodie oder Tondichtung in freier Form, in der Gershwin die Eindrücke seines eigenen Aufenthalts in Paris musikalisch ausmalt. Gershwin selbst untertitelte das Werk als „Tone poem for orchestra“. Es wurde als Auftragskomposition für die New Yorker Philharmoniker verfasst. Es ist für die übliche Besetzung des Sinfonieorchesters geschrieben, erweitert um einige Effektinstrumente wie Hupen von Pariser Taxis, die Gershwin extra aus Frankreich mitbrachte. Die heute stets zu hörende Orchestrierung weicht in vielen Punkten allerdings von Gershwins Originalmanuskript ab. Frank Campbell-Watson (1898–1980), Gershwins Lektor und Herausgeber beim Musikverlag New World, griff so tief in die Partitur ein, dass er heute als Bearbeiter geführt wird. Aus diesem Grund sind die heute angebotenen Partituren nicht gemeinfrei, obwohl George Gerswhin seit mehr als 70 Jahren tot ist.
Im Dezember 2015 wurde von den Bremer Philharmonikern erstmals die Urfassung des American in Paris aufgeführt. Darin waren sowohl die von Frank Campbell-Watson gemachten Veränderungen als auch die Kürzung von 120 Takten, die Walter Damrosch unmittelbar vor der Uraufführung 1928 vorgenommen hatte, rückgängig gemacht worden.
Das Stück wurde am 13. Dezember 1928 in der Carnegie Hall von den New Yorker Philharmonikern unter der Leitung von Walter Damrosch uraufgeführt. Um für eine Schallplattenaufnahme des Werks die zweite Plattenseite zu füllen, beauftragte RCA Victor Records Darius Milhaud mit einer Komplementärkomposition. Milhaud schuf eine sechssätzige Suite, die 1963 unter dem Titel A Frenchman in New York op. 399 uraufgeführt wurde.
Die Aufführungsdauer beträgt ca. 20 Minuten.
Im Jahr 1951 diente das Orchesterwerk als Vorlage für den Spielfilm Ein Amerikaner in Paris von Vincente Minnelli.